# Kudlik

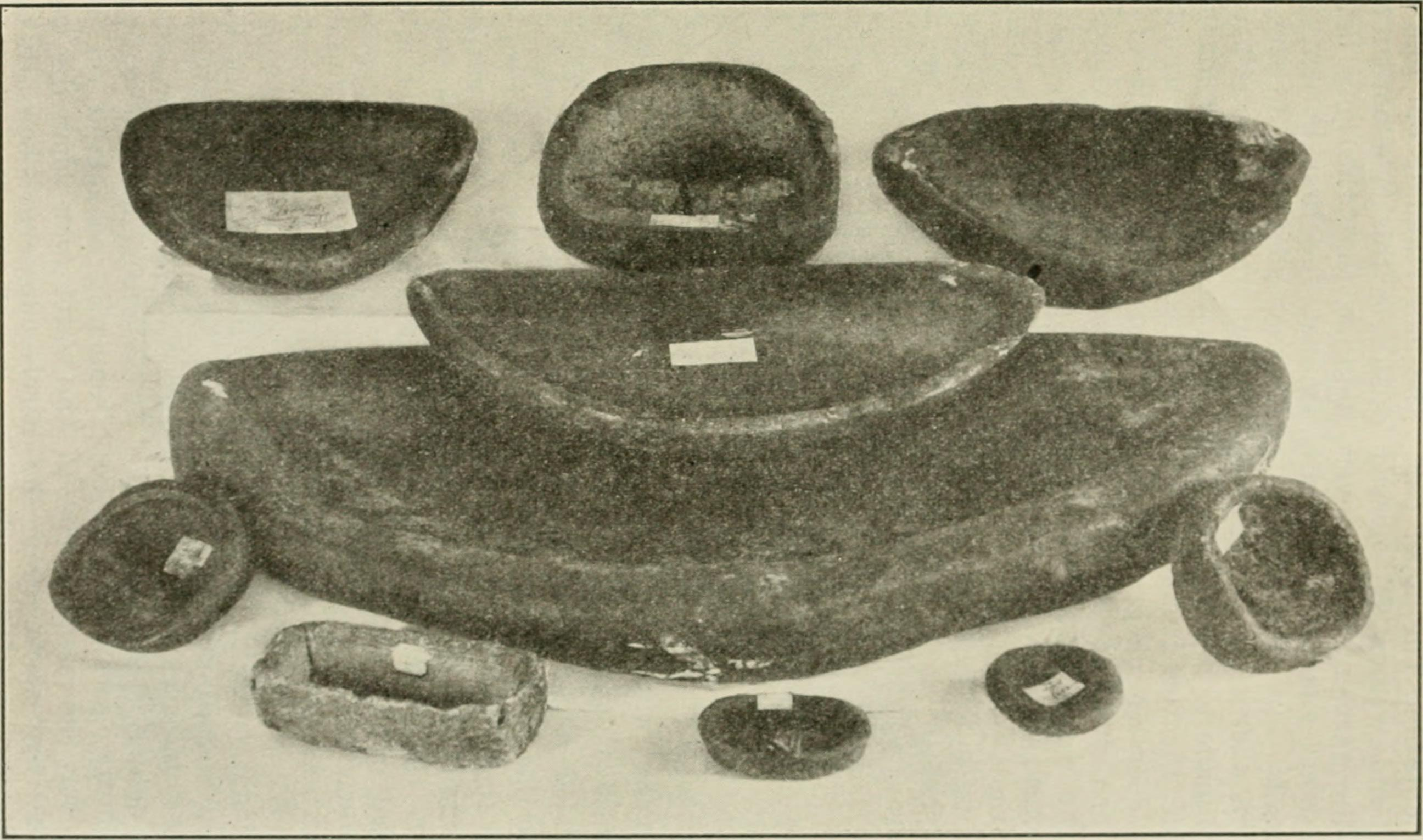
Lâmpadas de óleo de vedação

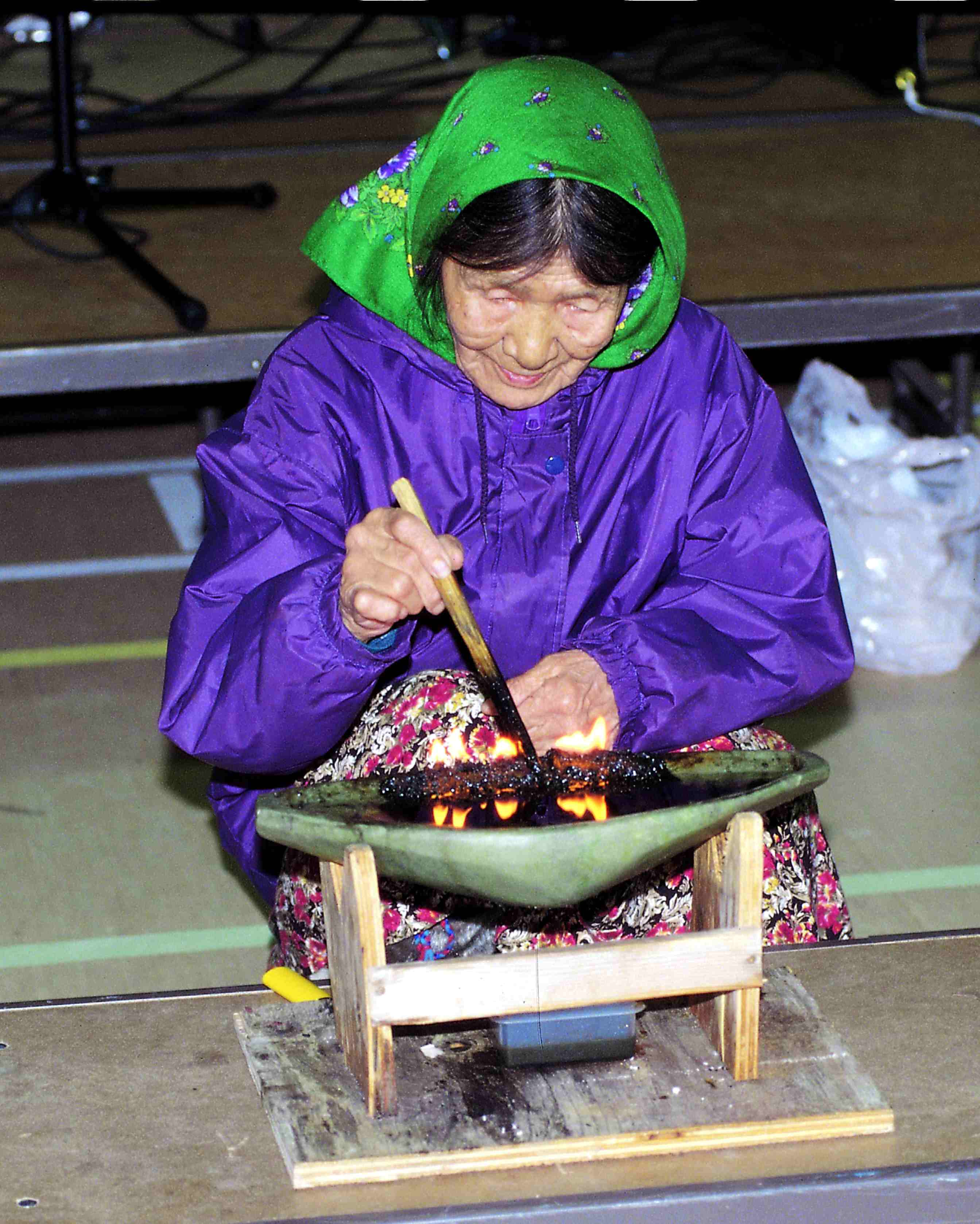
Iluminação Qulliq, Nunavut, 1999

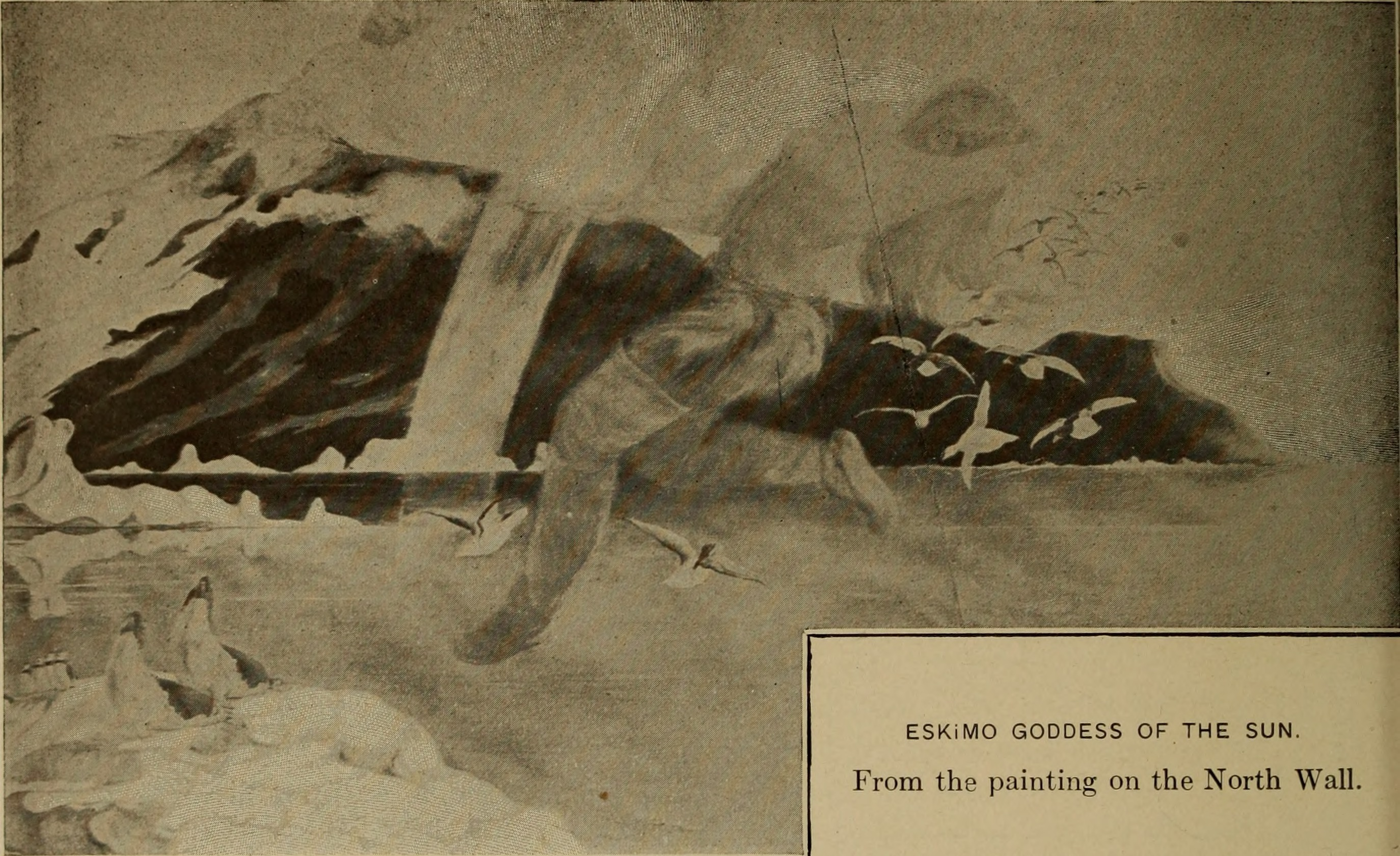
Sukh-eh-nukh, deusa do sol.

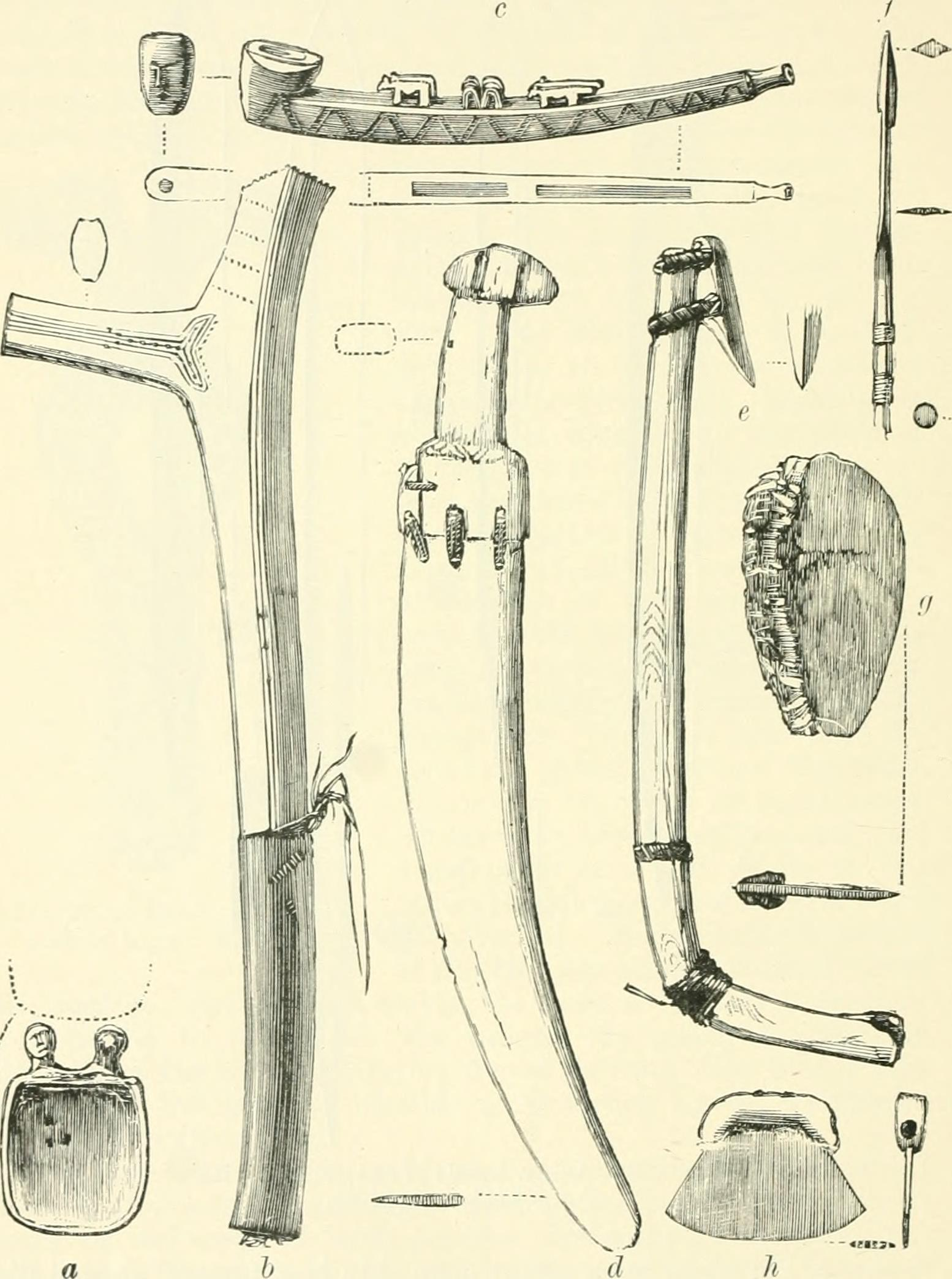
Alimentador de lâmpadas de marfim no canto inferior esquerdo.

'Qulliqem inuktitut:  ᖁᓪᓕᖅ, kudlik' IPA: [qul:iq]; Inupiaq: naniq), é a tradicional lâmpada a óleo usada pelos povos do Ártico, incluindo os inuítes, os chukchis e os iúpiques. A lâmpada é esculpida em pedra-sabão e alimentada com gordura de lobo-marinho ou de gordura de baleia.
Este tipo característico de lamparina fornecia calor e luz no ambiente ártico, onde não havia madeira e onde os poucos habitantes dependiam quase inteiramente de gorduras animais e era o artigo mais importante para os povos inuítes em suas habitações.

## História
É incerto em que período as lâmpadas de gordura de lobo-marinho começaram a ser usadas. Eles fazem parte de uma série de inovações tecnológicas entre os povos do Ártico, cuja introdução e disseminação foram parcialmente documentadas. Lâmpadas a óleo foram encontradas em locais de comunidades paleoesquimós que datam da época da tradição Norton há 3.000 anos. Eles eram um implemento comum da cultura de Dorset e do povo Thule, as lâmpadas fabricadas exibiam pequenas mudanças em comparação com as mais recentes.
Em um dos mitos inuit do Sol e da Lua, a divindade do sol Sukh-eh-nukh — conhecida como Malina na Gronelândia — carrega uma lâmpada a óleo que é derramada e derramada nas mãos e ela escurece o rosto de seu irmão., a divindade da lua Ahn-ing-ah-neh (Anningan). Entre os Netsilik, se as pessoas violavam certos tabus, Nuliajuk, a Mulher do Mar, segurava os animais marinhos na bacia de sua lâmpada. Quando isso aconteceu o angakkuq teve que visitá-la para implorar por jogo.
Antigamente, a lâmpada era uma ferramenta de múltiplos propósitos. Os povos do Ártico usaram a lâmpada para iluminar e aquecer suas tendas, casas semi-subterrâneas e iglus, bem como para derreter a neve, cozinhar e secar suas roupas.
Nos tempos atuais essas lâmpadas são usadas principalmente para fins cerimoniais. Devido ao seu significado cultural, uma lâmpada qulliq é destaque no brasão de armas de Nunavut.

## Descrição e uso
As lâmpadas a óleo inuíte eram feitas principalmente de pedra-sabão, mas também havia algumas feitas de um tipo especial de cerâmica. tamanhos e formas das lâmpadas poderiam ser diferentes, mas a maioria era elíptica ou em forma de meia-lua. Alimentadores de lâmpadas foram feitos de marfim.
O pavio era feito principalmente de algodão-ártico, algodão comum, ou musgo seco (Inupiaq: peqaq)  Ele foi aceso ao longo da borda da lâmpada, proporcionando uma luz agradável. Uma placa de gordura de foca pode ser deixada para derreter sobre a lâmpada, alimentando-a com mais gordura. Estas lâmpadas tiveram que ser tendidas continuamente aparando o pavio de tal maneira que a lâmpada não produzisse fumaça.
Apesar de estas lâmpadas serem normalmente alimentadas com gordura de pinípedes é provável que também utilizavam gordura de baleia em comunidades onde praticavam a caça de baleias. No entanto, o termo "lâmpada de óleo de baleia" refere-se a um tipo diferente de dispositivo de iluminação. Geralmente a gordura de rena ou caribu era uma escolha ruim, assim como a gordura de outros animais terrestres, sendo o óleo de foca um combustível mais eficiente para a lâmpada. As mulheres costumavam raspar as carcaças, juntando cada pedacinho de gordura.
Percebendo que essas lâmpadas eram um acessório tão importante da casa dos Inuit que "quando a família moveu a lâmpada foi junto com ela", o explorador do Ártico William Parry (1790-1855) comentou:
O fogo pertencente a cada família consiste de uma única lâmpada ou vaso raso de esteatito, sendo sua forma o menor segmento de um círculo. O pavio, composto de musgo seco esfregado entre as mãos até que seja bastante inflamável, é disposto ao longo da borda da lâmpada...